# Antoon Kolen
Anthonius Wilhelmus Johannes (Antoon) Kolen (22 mai 1953 - 3 octobre 2004) est un mathématicien néerlandais et professeur à l'université de Maastricht, au département d'économie quantitative. Il est connu pour ses travaux sur la Programmation dynamique, comme l'ordonnancement par intervalles et l'optimisation mathématique,.

## Biographie
Né à Tilbourg, Kolen obtient son diplôme d'ingénieur à l'Université de technologie d'Eindhoven en 1978. En 1982, il obtient son doctorat au Centrum Wiskunde & Informatica, Université d'Amsterdam sous la direction de Gijsbert de Leve et Jan Karel Lenstra avec la thèse intitulée "Problèmes de localisation sur les arbres et dans le plan rectiligne".
Après avoir obtenu son diplôme, Kolen commence sa carrière universitaire à l'Institut économétrique de l'Université Érasme de Rotterdam. À la fin des années 1980, il s'installe à l'Université de Maastricht, où il est nommé professeur au Département d'économie quantitative et chef de son groupe de recherche opérationnelle.
A l'Université Erasmus de Rotterdam, il est directeur de thèse d'Albert Wagelmans (en) (1990) et de Stan van Hoesel (1991).